# 三洋産業
株式会社三洋産業（さんようさんぎょう、英称：Sanyo Sangyo Co.,Ltd.）は、大分県別府市に本社を置き、コーヒー関連器具・コーヒー製品の製造販売や、レストラン・喫茶店の運営を行っている企業である。

## 概要
大分県別府市にて1948年に創業（会社設立は1973年）。
コーヒーフィルターの製造においては、国内有数のシェアを占める企業の1つとなっている。

## 店舗所在地

### 三洋産業

#### 主な事業所
- 別府本社（大分県別府市）
- 東京支社（東京都板橋区）
- 大阪支社（大阪府堺市北区）

#### 飲食店
- 滋味創菜 百膳の夢
  - 百膳の夢 本家（大分県別府市）
- 珈琲豆処 夢珈
  - 堺店（大阪府堺市北区）

### サンヨーコーヒー

#### 主な事業所
- 別府本社（大分県別府市）
- 大分支店（大分県大分市）
- 宮崎支店（宮崎県宮崎市）

#### 飲食店
- KIHEI CAFE
  - 別府本店（大分県別府市）
  - 明野店（大分県大分市 サンリブ明野となり）
  - 西大分店（大分県大分市）
  - トキハ本店（大分県大分市 トキハ本店 地階）
  - トキハ別府店（大分県別府市 トキハ別府店 地階）
  - ボンベルタ橘店（宮崎県宮崎市 橘百貨店 地階）
- 焼きたて珈琲.com
  - トキハわさだ店（大分県大分市 トキハわさだ店 1階）
  - トキハ佐伯店（大分県佐伯市 トキハインダストリー佐伯店 1階）
- GENITA
  - トキハあけのアクロスタウン店（大分県大分市 トキハあけのアクロスタウン 1階）
  - モバイルカフェ
- 湯布院長寿畑
  - 湯布院本店（大分県由布市）
  - オンラインショップ
- その他
  - ブロードサンヨー（宮崎県宮崎市）
  - 喜兵衛茶屋（大分県佐伯市 トキハインダストリー佐伯店 1階）
  - BANBAN（大分県佐伯市 トキハインダストリー佐伯店 1階）